# Slovenský plynárenský priemysel
Slovenský Plynárenský Priemysel, a. s. (Abkürzung SPP; wörtlich: „Slowakische Gasindustrie“) ist der größte und wichtigste slowakische Energieversorger, seit 2012 betätigt sich SPP auch erfolgreich auf dem Elektrizitätsversorgungsmarkt.
In allen Regionen der Slowakei garantiert SPP eine verlässliche, sichere und wettbewerbsfähige Versorgung mit Gas und Elektrizität sowie dazugehörenden Dienstleistungen. Das Unternehmen versorgt erfolgreich bis zu 1,33 Millionen Einspeisepunkte mit Erdgas oder Elektrizität.
Zusätzlich zur Energieversorgung konzentriert sich SPP darauf, Dienstleistungen zu liefern, die mit der Energieversorgung zusammenhängen, sowie auf intelligente Stromlösungen und auf die Entwicklung von alternativen Kraftstoffen wie CNG, LNG oder Biomethan.
Das Unternehmen trägt zum EkoFond n.f. und zur SPP-Stiftung bei.
Seit 2014 hält die slowakische Republik 100 % der Unternehmensanteile und übt ihre Aktionärsrechte über das Wirtschaftsministerium der Slowakischen Republik aus.
Bedeutende Tochtergesellschaften sind SPP CNG, s.r.o., SPP CZ, a. s. sowie SPP Infrastructure, a. s. Diese Gesellschaften sind verantwortlich für den Transport, die Verteilung und die Lagerung des Erdgases in unterirdischen Lagern in der Slowakei sowie für den Verkauf von komprimiertem Erdgas (Compressed Natural Gas; CNG) als ökologische Alternative zu den traditionellen Brennstoffen.